# Кыргызстан на зимних Олимпийских играх 2006
Кыргызстан принимал участие в Зимних Олимпийских играх 2006 года в Турине (Италия) в четвёртый раз за свою историю, но не завоевал ни одной медали. Делегация состояла из одного горнолыжника Ивана Борисова.

## Подготовка
После распада Советского Союза в 1991 году Национальный олимпийский комитет Республики Кыргызстан был признан Международным олимпийским комитетом 1 января 1993 года. Кыргызстан принимал участие во всех зимних Олимпийских играх, начиная с Игр в Лиллехаммере 1994 года, и во всех летних Олимпийских играх, начиная с Игр в Атланте 1996 года. Делегация Кыргызстана в Турине состояла из одного спортсмена, горнолыжника Ивана Борисова. Он был знаменосцем как на церемонии открытия, так и на церемонии закрытия.

## Горнолыжный спорт
Ивану Борисову было 26 лет во время Олимпийских игр в Турине, это был его дебют. 20 февраля он принял участие в гигантском слаломе, показав время 1 минута 59,49 секунды и 1 минута 37,61 секунды; в обоих спусках он финишировал последним. Он финишировал на 41-м и последнем месте со временем 3 минуты 37,10 секунды, почти на 30 секунд отстав от 40-го места, но было ещё 40 участников, которые не смогли финишировать. 25 февраля в слаломе Борисов финишировал в первом заезде за 1 минуту и 9,54 секунды. Во второй попытке он показал время 1 минута 21,07 секунды, но был дисквалифицирован за пропуск ворот.
| Спортсмены   | Дисциплина    | Попытка 1 | Место | Попытка 2 | Место | Сумма              | Место |
| ------------ | ------------- | --------- | ----- | --------- | ----- | ------------------ | ----- |
| Иван Борисов | Слалом-гигант | 1:59,49   | 47    | 1:37,61   | 41    | 3:37,10 (+1:02.10) | 41    |
| Иван Борисов | Слалом        | 1:09,54   | 59    | DSQ       | DSQ   | 1:09,54            | 59    |